# Amphistemon rakotonasolianus
Amphistemon rakotonasolianus är en måreväxtart som beskrevs av Groeninckx. Amphistemon rakotonasolianus ingår i släktet Amphistemon och familjen måreväxter. Inga underarter finns listade i Catalogue of Life.